# Guanajatabey
I Guanajatabyi (chiamati anche Guanahatabey o Guanajatabey) erano un'antica popolazione che viveva nella regione occidentale di Cuba, prima dell'arrivo di Cristoforo Colombo e dei colonizzatori spagnoli. Studi archeologici e storici suggeriscono che i Guanahatabey erano cacciatori-raccoglitori arcaici con una lingua e una cultura distinte dai loro vicini, i Taíno. La loro origine potrebbe essere tracciata da una cultura precedente che si diffuse ampiamente attraverso i Caraibi prima dell'ascesa di quella agricola dei Taino.

## Descrizione
I riferimenti storici contemporanei, in gran parte corroborati da reperti archeologici, collocano i Guanajatabey all'estremità occidentale di Cuba, adiacente alle tribù Taíno che vivevano nel resto di Cuba e nel resto delle Grandi Antille. I Guanajatabey vivevano in quella che oggi è la provincia di Pinar del Río e in parti delle province di Avana e Matanzas. Le indagini archeologiche condotte in zona rivelarono una popolazione arcaica di cacciatori-raccoglitori.
Secondo la descrizione effettuata da Bartolomeo de Las Casas, essi erano un popolo nomade che si riuniva in bande, che viveva all'aperto o in grotte e non costruiva abitazioni. A differenza dei propri vicini Taíno, essi non praticavano alcuna forma di agricoltura. Si sostenevano soprattutto con la molluschicoltura e il foraggiamento, integrando la propria dieta con pesce e selvaggina. Quest'ultimo dato fu confermato all'epoca da Diego Velázquez, un conquistador spagnolo, che dopo aver conquistato Cuba riferì della presenza di questo popolo che non coltivava la terra ma procacciava cibo unicamente con la caccia o la raccolta. Non producevano ceramiche, ma solo utensili in pietra, conchiglie e osso, utilizzando tecniche di macinazione e scheggiatura.
Il linguaggio dei Guanajatabey è andato perduto, tranne che per una manciata di toponimi. Tuttavia, sembra essere stato distinto dalla lingua Taíno, in quanto l'interprete Taíno di Cristoforo Colombo non era in grado di comunicare con loro.
Dato che simili ritrovamenti archeologici sono stati individuati in altre regioni dei Caraibi, gli archeologici considerano i Guanahatabey sopravvissuti tardivi di una cultura molto più antica che esisteva in tutte le isole prima dell'ascesa dei Taíno. Culture simili esistevano anche nella Florida meridionale durante lo stesso periodo, anche se questo può essere semplicemente un adattamento indipendente ad un ambiente simile. È possibile che i Guanahatabey fossero legati ai Taíno, ma nessun sito caratteristico Taíno è mai stato trovato nel loro territorio.

### La cultura
La cultura Guanajatabey non era uniforme, dato il suo carattere arcaico, e la presenza antichissima di questo popolo sull'isola. I Guanajatabey si distribuivano lungo le coste, in luoghi dove era facile procacciarsi cibo. La cultura Guanajatabey era quindi divisa in tre sottoculture, distinte dalla propria antichità e dalla presenza sull'isola.

#### Cultura di Guayabo Blanco
Questa cultura, la più antica fra le tre, venne alla luce dal ritrovamento di alcuni reperti archeologici in un tumulo funerario presso la località di Guayabo Blanco. I reperti consistevano in utensili e oggetti di conchiglia, ad eccezione di alcuni piccoli strumenti di pietra, come dei martelli. Questa cultura era dominata dall'uso delle conchiglie. Gli uomini all'epoca forse non erano in grado di lavorare la pietra.

#### Cultura di Cayo Redondo
I reperti ritrovati misero in un luce una cultura più avanzata di quella di Guayabo Blanco. I reperti infatti consistevano in picconi, pietre da macina, da taglio, sassi abrasivi e pietre rituali. Queste ultime furono ritrovate anche in altre regioni delle Grandi Antille. La caratteristica più evidente di questa cultura è che quasi tutti gli oggetti erano composti in pietra anziché conchiglie. L'evoluzione fu evidente, e questa cultura divenne molto simile a tutte le altre culture litiche del globo. Le pietre utilizzate tuttavia erano molto grezze.

#### Cultura di Maniabòn
Quest'ultima cultura fu scoperta grazie alla riesumazione di un accampamento di Guanajatabey a ridosso della costa. Nel campo furono ritrovati diversi oggetti e utensili di conchiglia e di pietra, ma anche tracce di ocra, usato come colorante, ma anche pezzi di corallo e spatole. Anche questa cultura è assimilabile a quelle litiche del resto del mondo, ma vi è traccia di un'ulteriore evoluzione. La lavorazione della pietra è più precisa, e molti resti sono ben delineati, tanto che si è potuto riscontrare un certo grado di simmetria nei lavori di pietra. Anche la presenza di oggetti decorativi personali testimonia il "salto di qualità" di questa cultura.